# Kulturweg Limmat

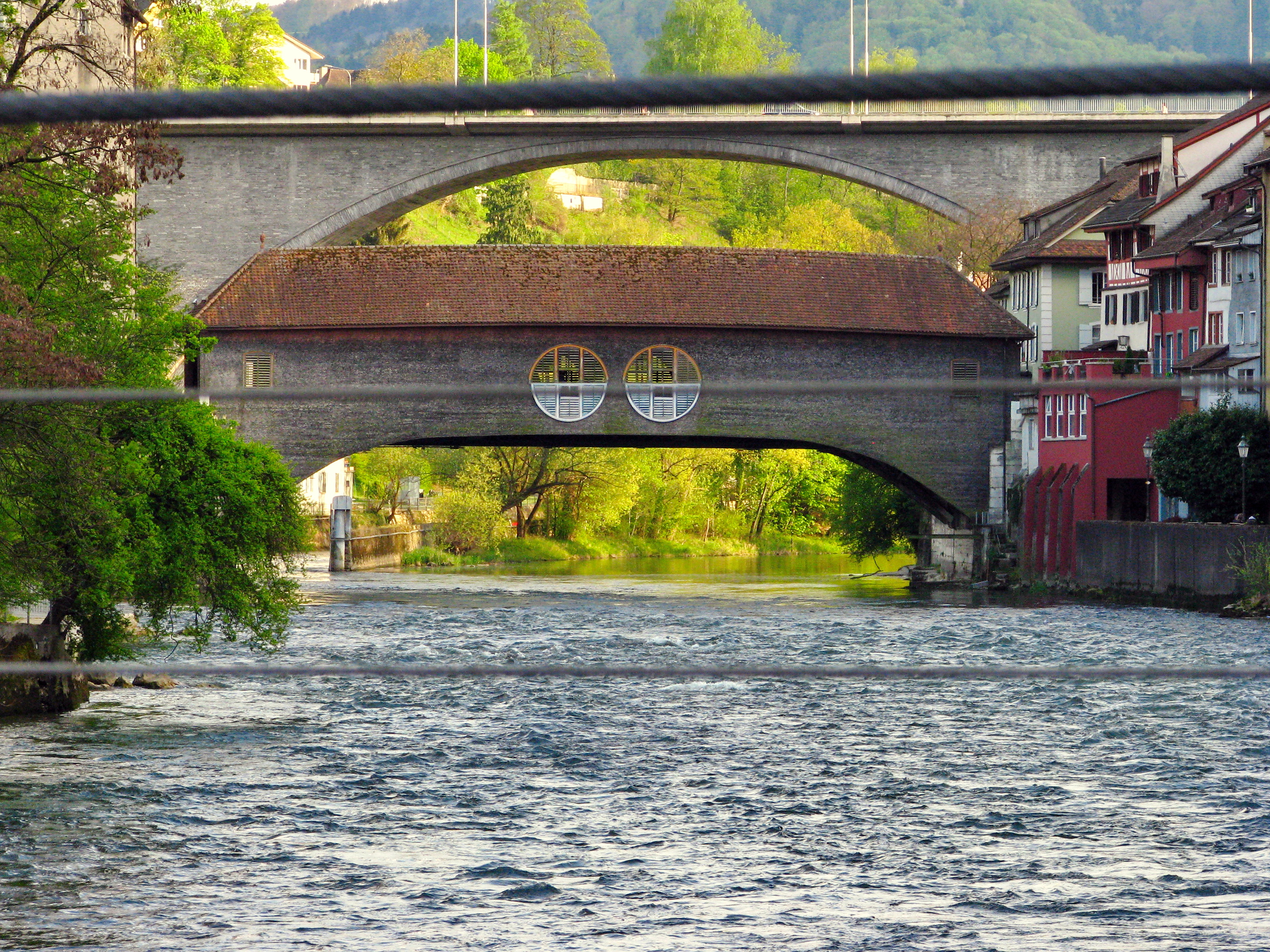
Brug over de Limmat met Fluss-Observatorium (nr. 11)

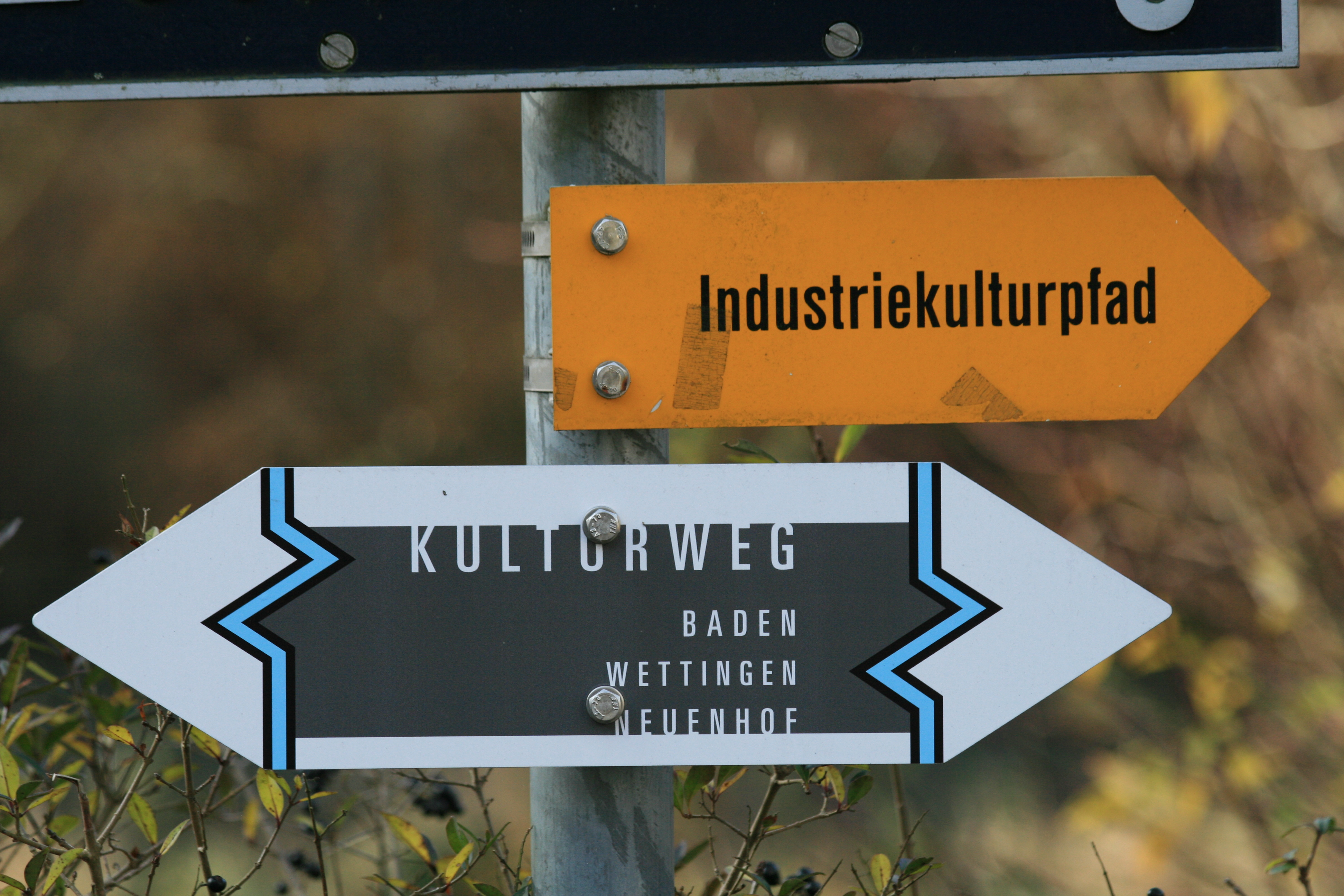
Bewegwijzering

De Kulturweg Limmat is een beeldenroute langs de rivier de Limmat in het Zwitserse kanton Aargau.

## Geschiedenis
De beeldenroute is een initiatief van de Stiftung Kulturweg in Wettingen ter gelegenheid van het 700-jarig bestaan van het Zwitserse Eidgenossenschaft (1291-1991). Met medewerking van het kanton Aargau, het Bundesamt für Kultur en sponsoren werden 18 sculpturen aangeschaft. In 1999 volgde een werk van Roman Signer, in 2005 werken van Vincenzo Baviera en Markus Zeller en in mei 2011 werd de beeldenroute uitgebreid met het object Espace parole van Anton Egloff, zodat de route thans 22 sculpturen telt.

## Collectie
1. Peter Hächler : Raumwürfel (1991)
2. Lucie Schenker : 3x Form - 3-delig (1991)
3. Hans Anliker : Gespräch über den Fluss
4. Roman Signer : Skulptur am Wasser (1991) - geplaatst in 1999
5. Kurt Sigrist : Zwei Einsiedeleien (1991)
6. Gillian White : Lichtung (1991)
7. Marianne Grunder : Reflex (1991)
8. Theodor Huser : 10 gute Vorsätze (1991)
9. Werner Witschi : Moiré-Objekt (1991)
10. Markus Zeller : Ohne Titel (2004/05)
11. Vincenzo Baviera : Fluss-Observatorium (1999)
12. Toni Calzaferri : Weglager (1991)
13. Hans Thomann : Ruderbündel (1991)
14. Walter Haldemann : Dreieck-Steine (1991)
15. Beat Zoderer : Zimmer (1991)
16. Monika Kaminska : Ohne Titel (1991)
17. Gianfredo Camesi : Ciel-Terre-Ciel (1991)
18. Rudolf Blätter : Grosses Weib (1991)
19. Anton Egloff : Wachstumslinie (1991)
20. Heiner Richner : Steinring (1991)
21. Ursula Hirsch : Ohne Titel (1991)
22. Anton Egloff : Espace parole (2002/11)

## Fotogalerij

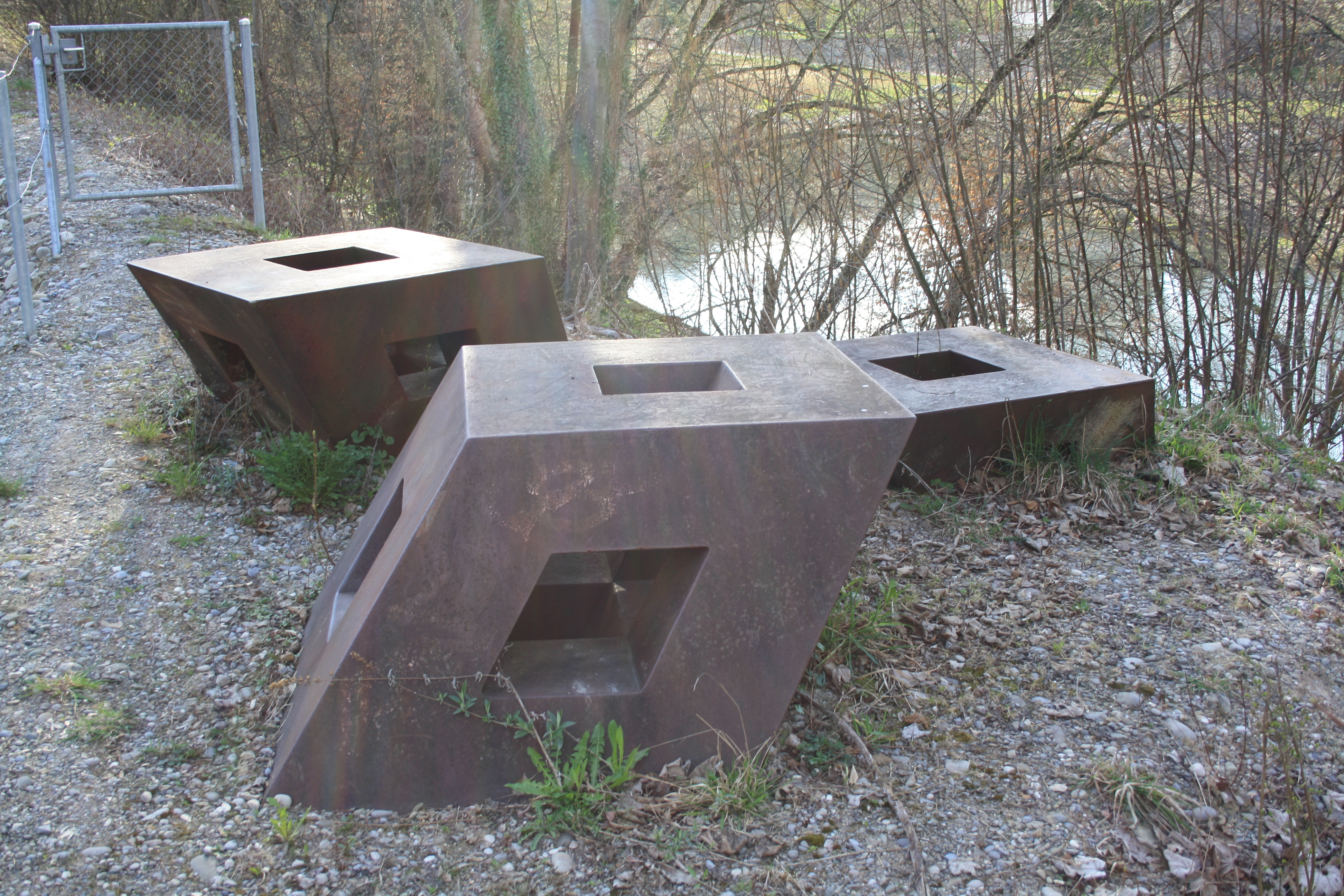
1 : Raumwürfel
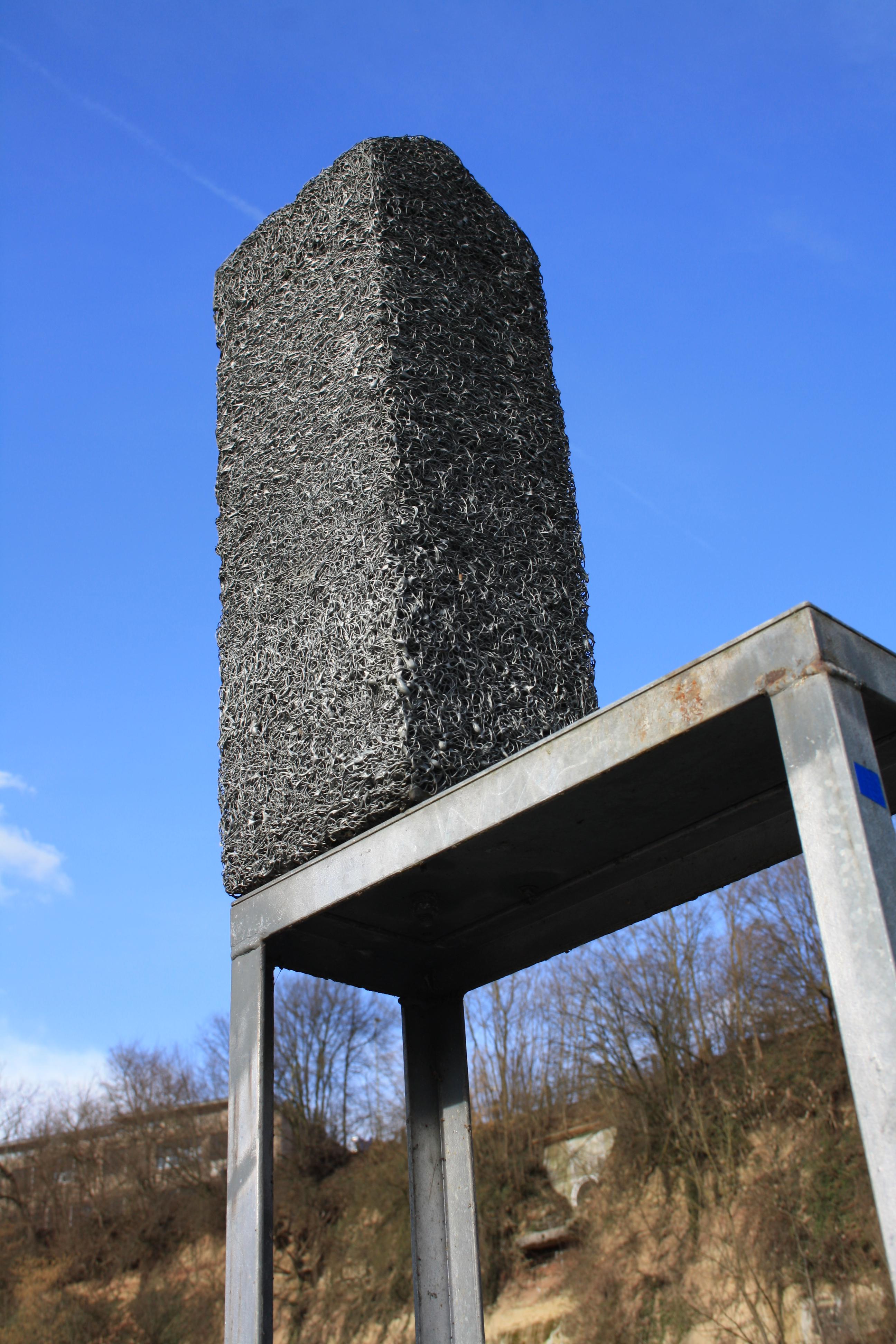
2 : 3x Form
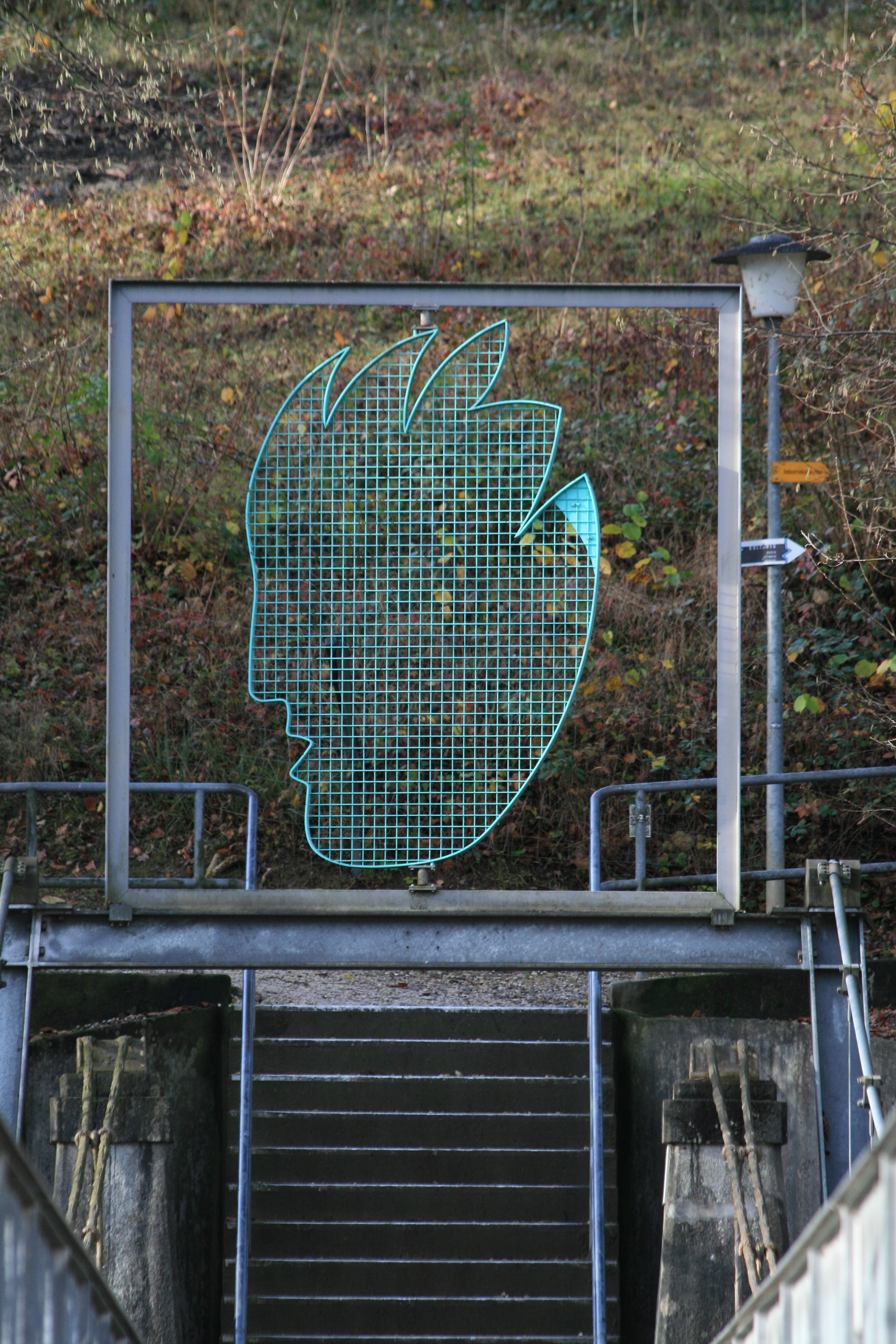
3 : Gespräch über den Fluss
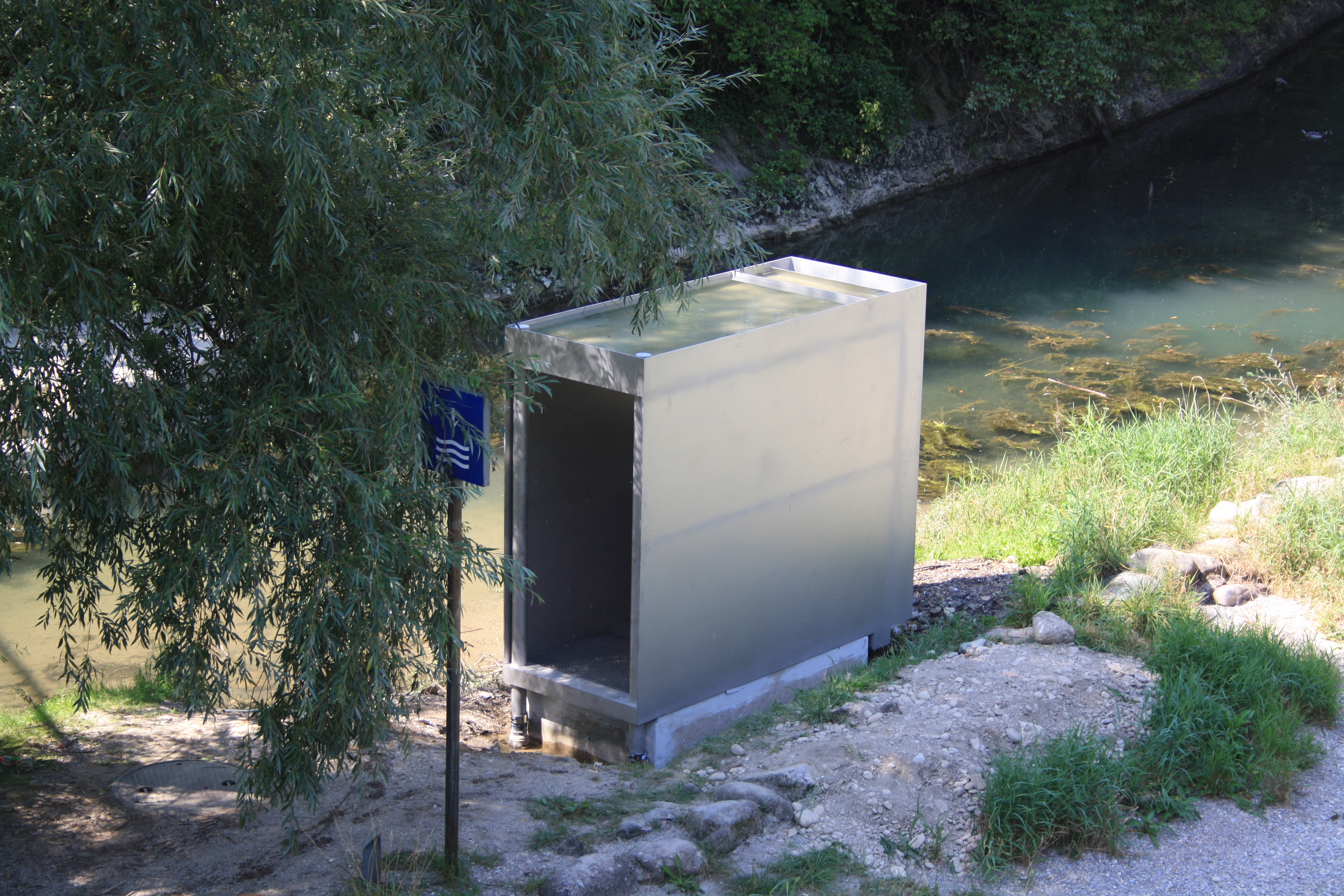
4 : Skulptur am Wasser
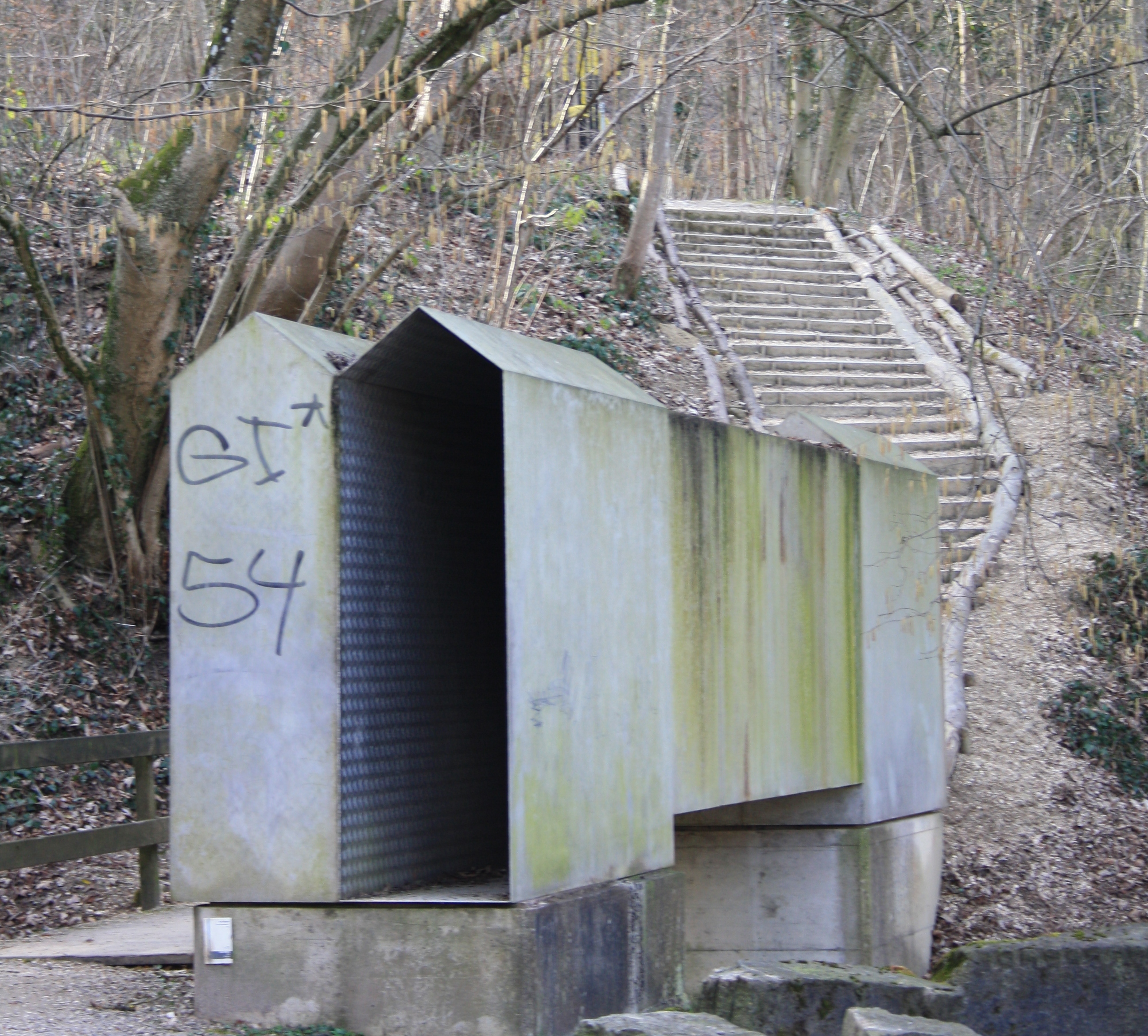
5 : Zwei Einsiedeleien (1991)
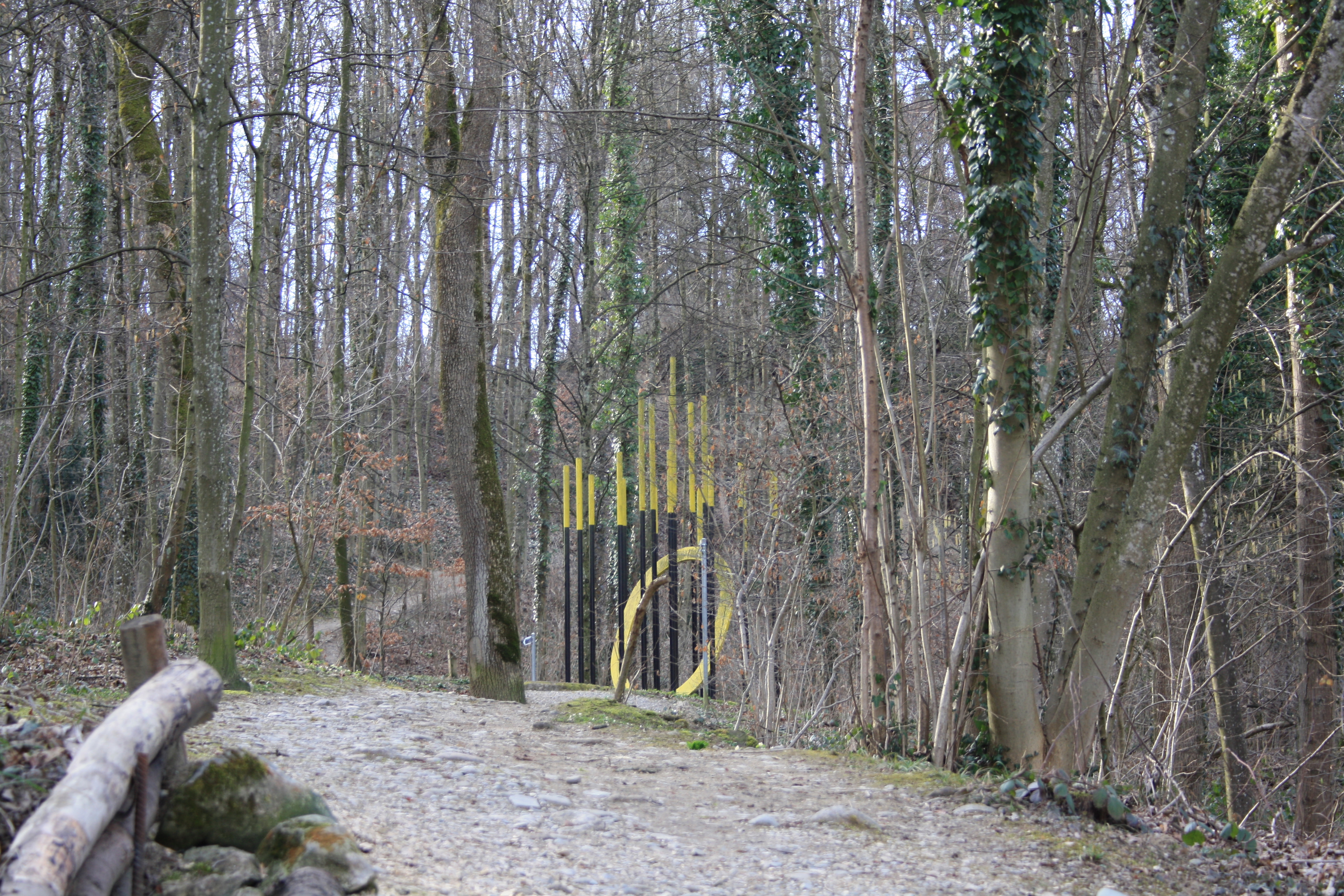
6 : Lichtung (1991)
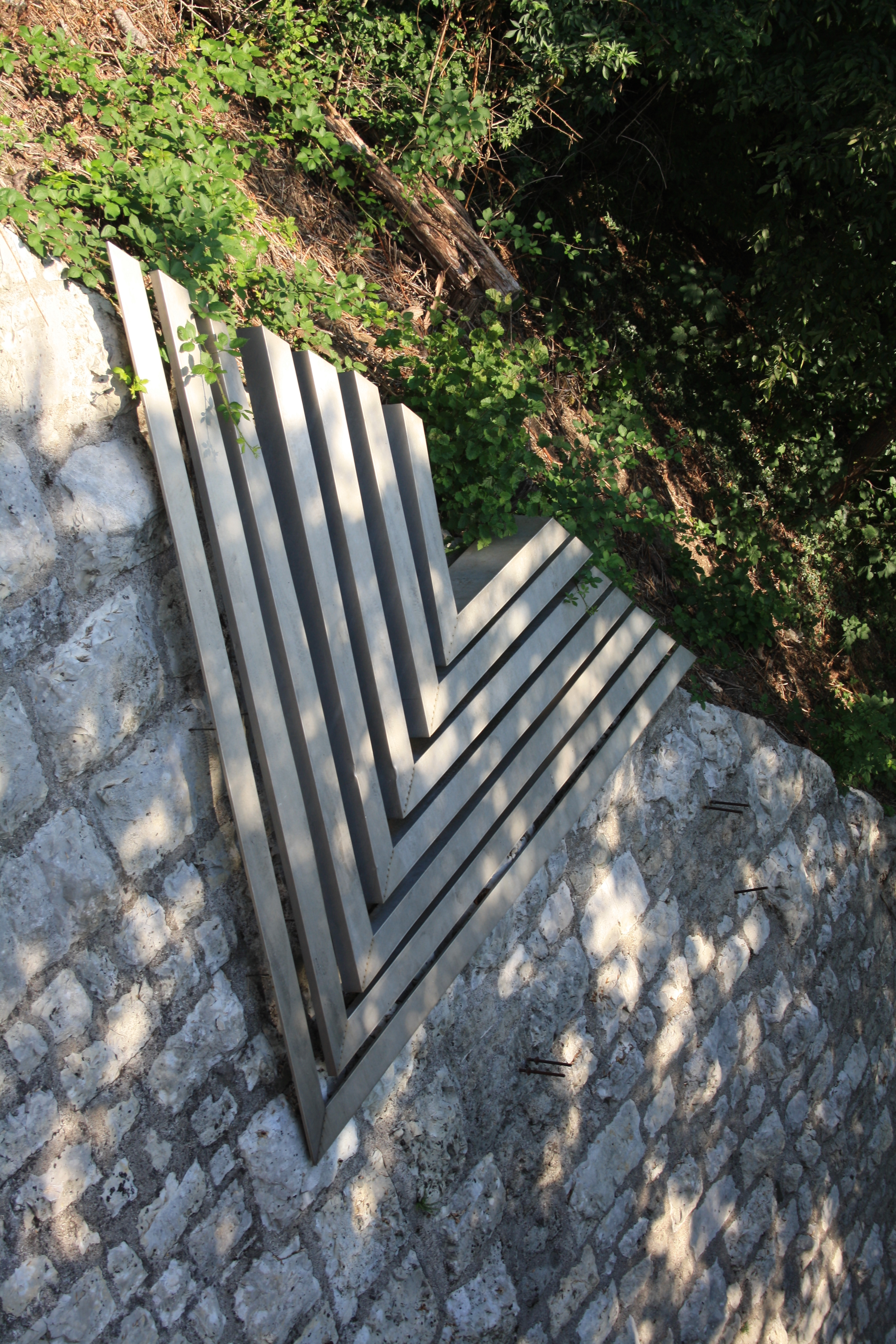
7 : Reflex
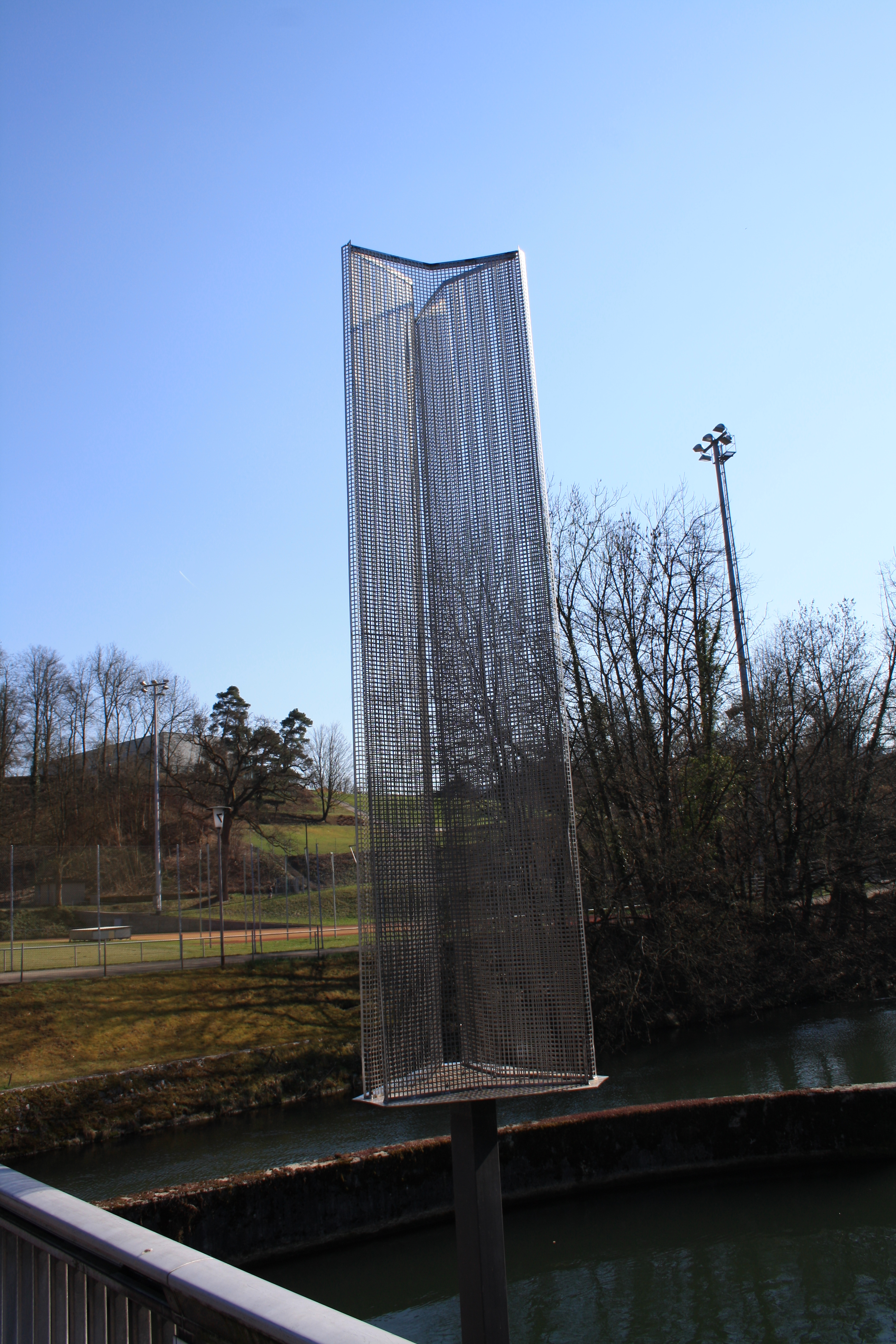
9 : Moiré-Objekt (1991)
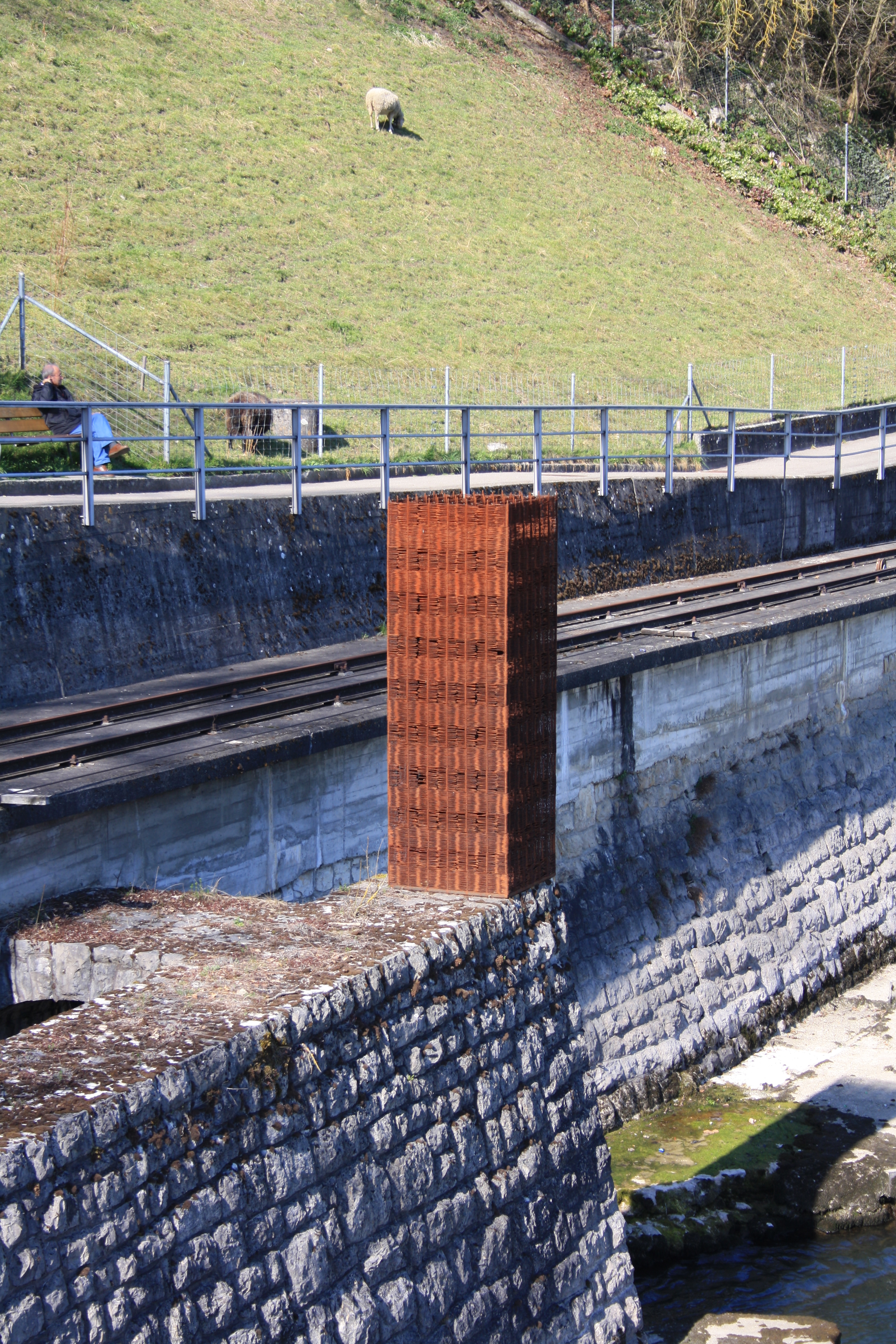
10 : Ohne Titel (2004/05)
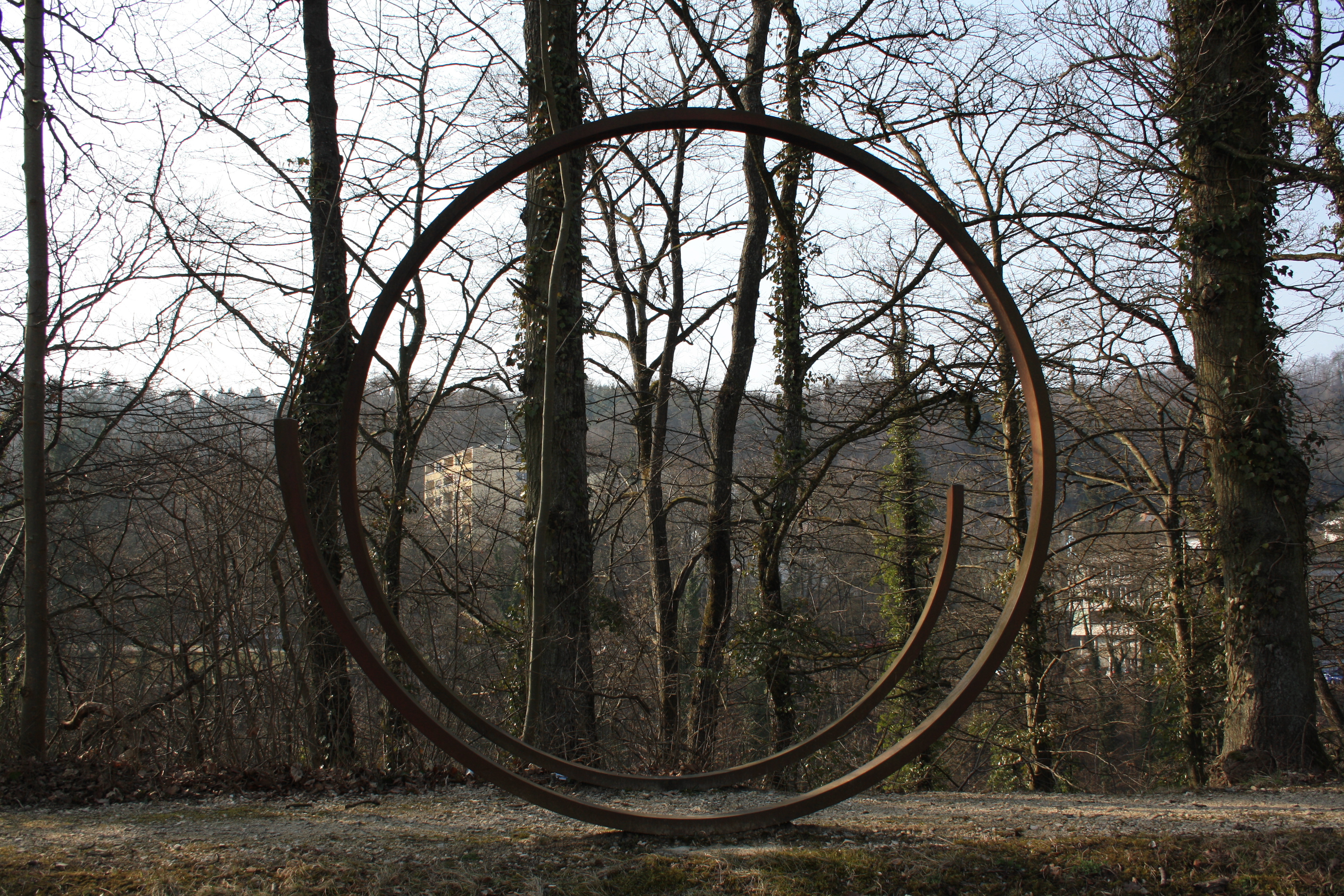
12 : Weglager
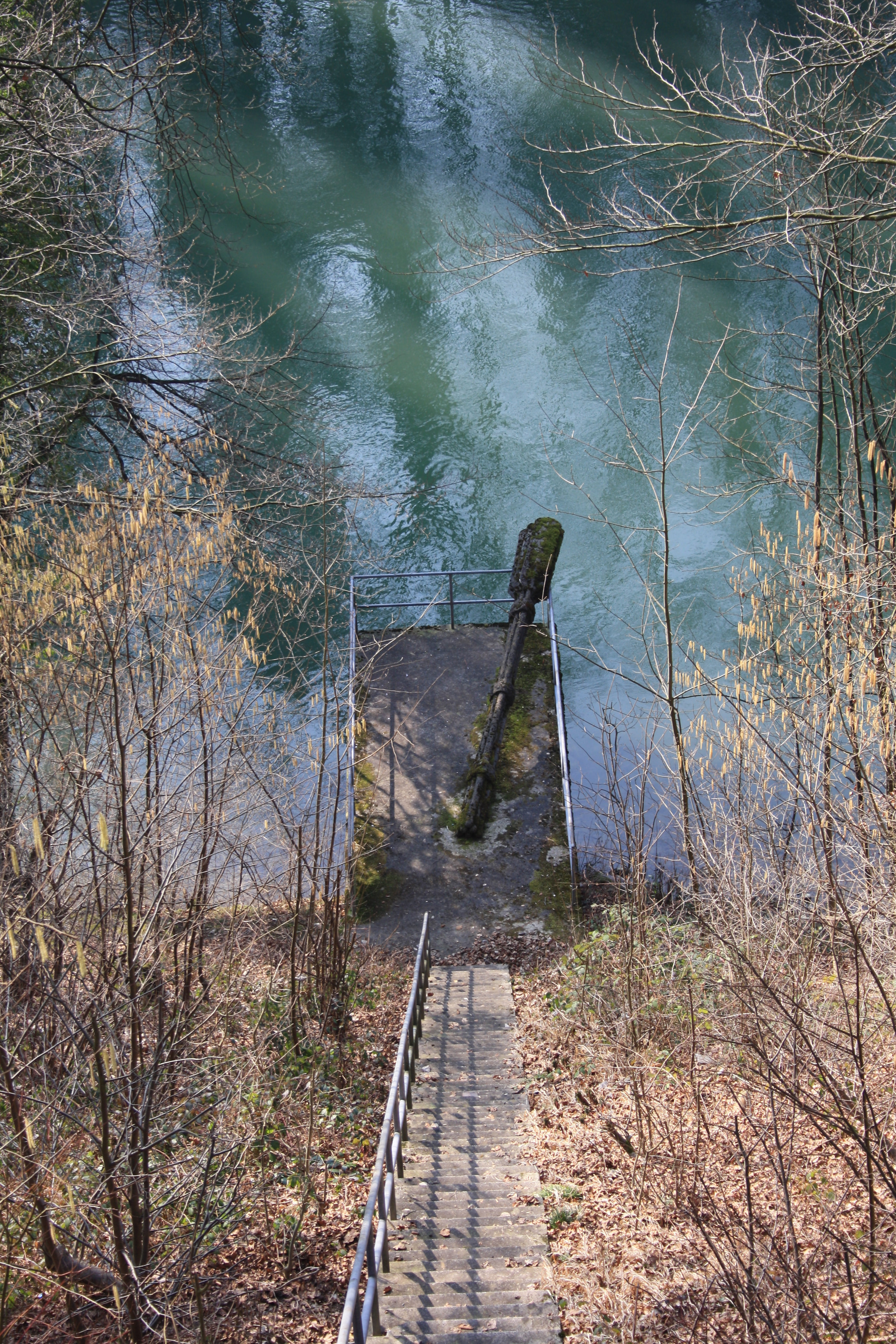
13: Ruderbündel
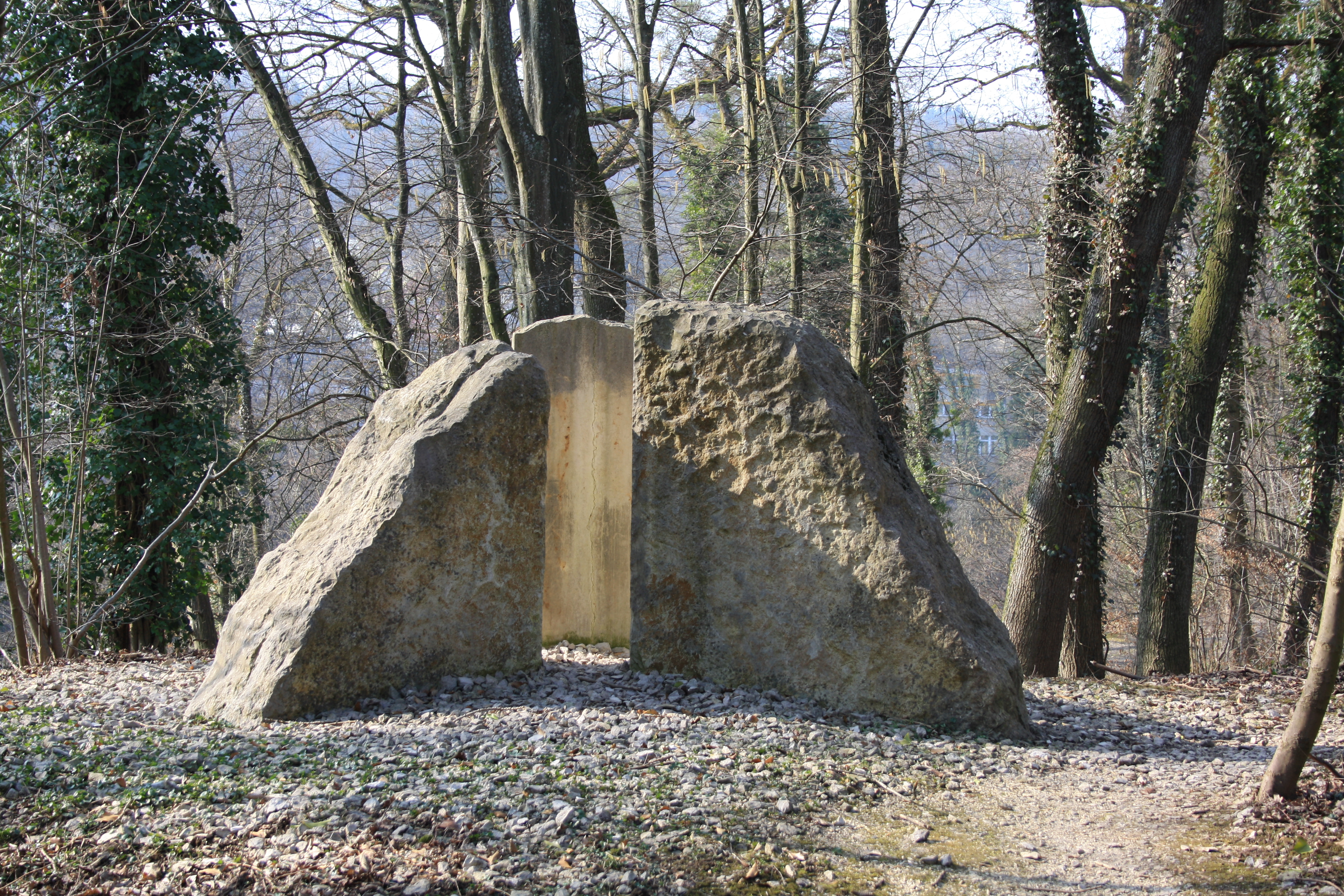
14 : Dreieck-Steine
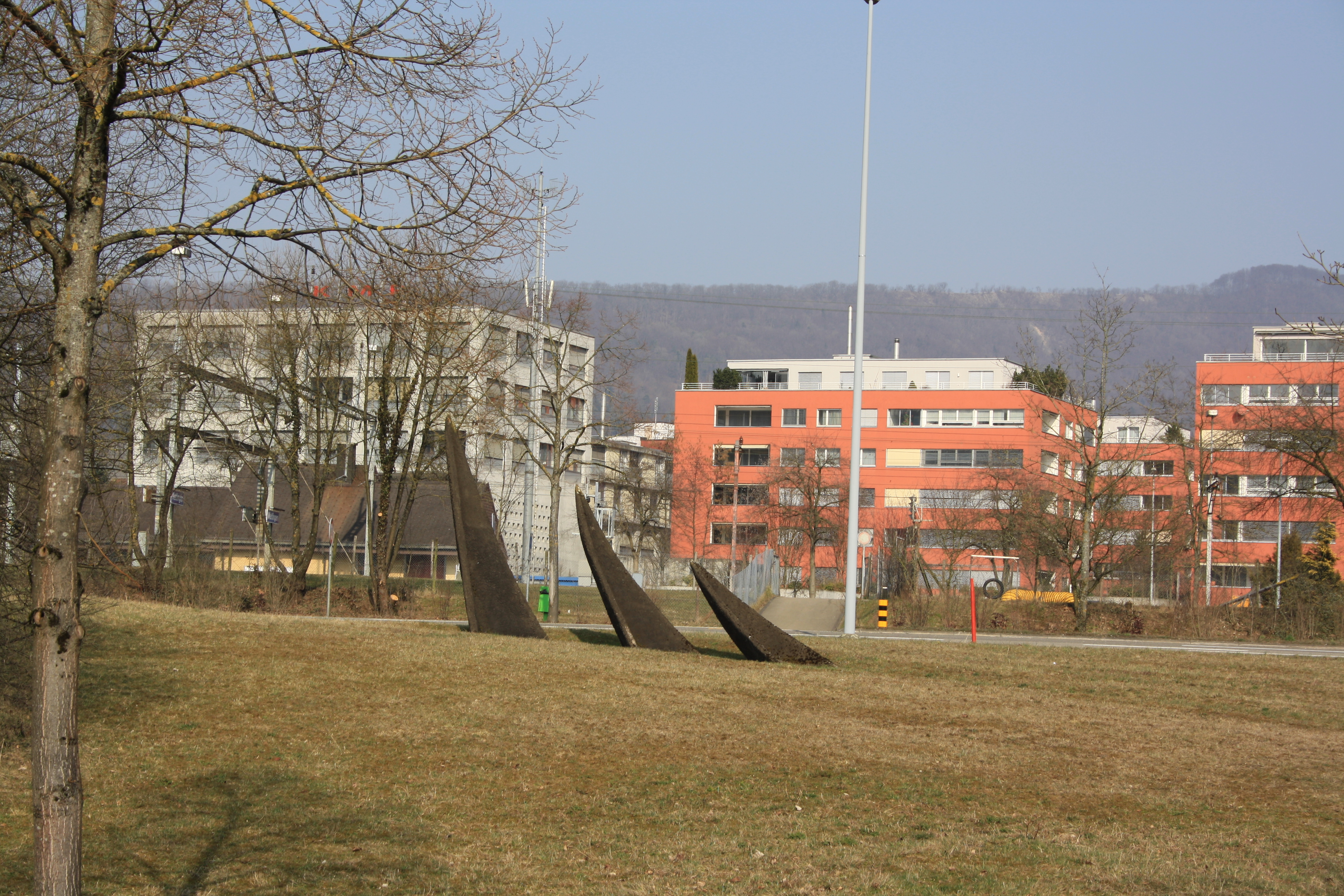
16 : Ohne Titel
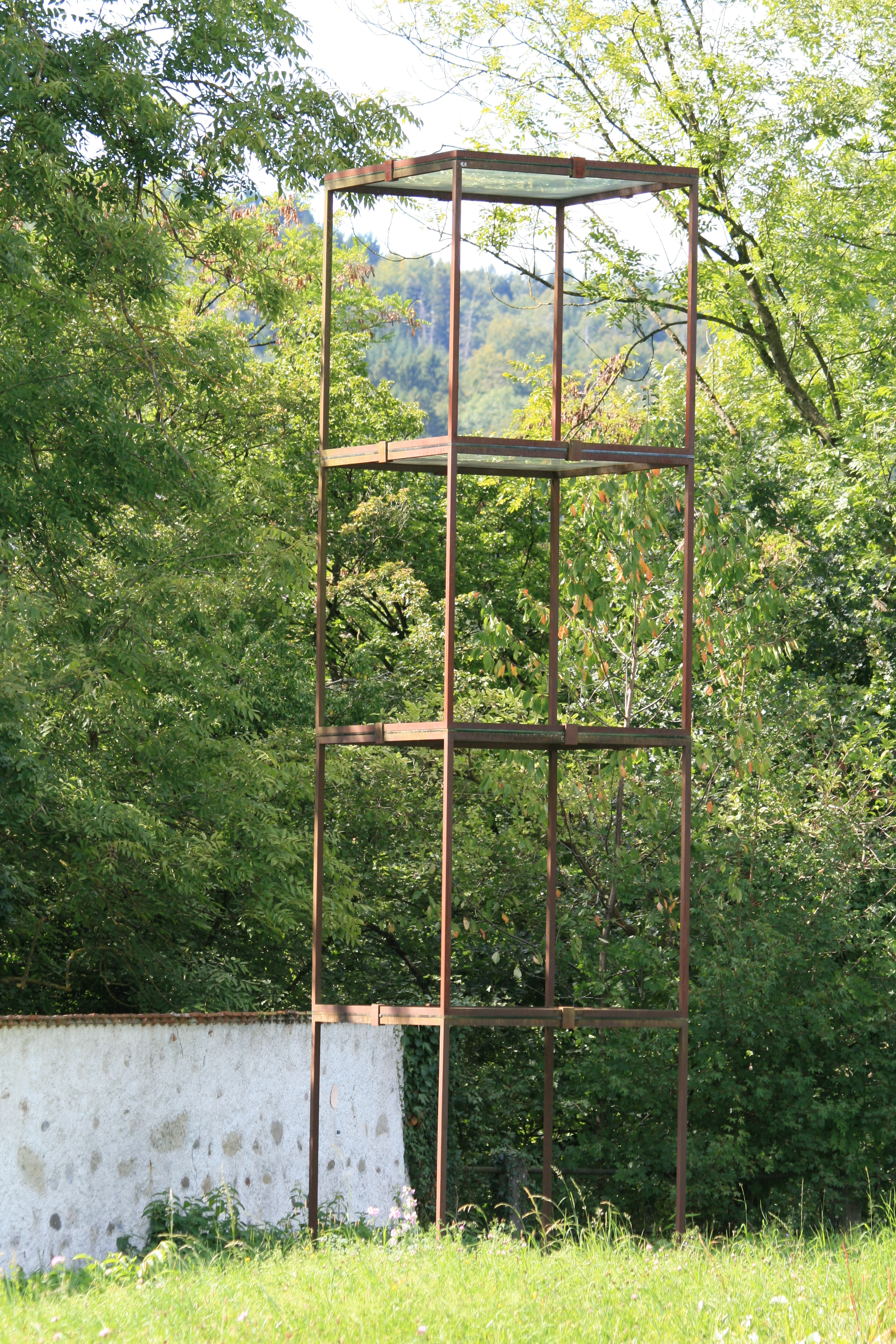
17 : Ciel-Terre-Ciel
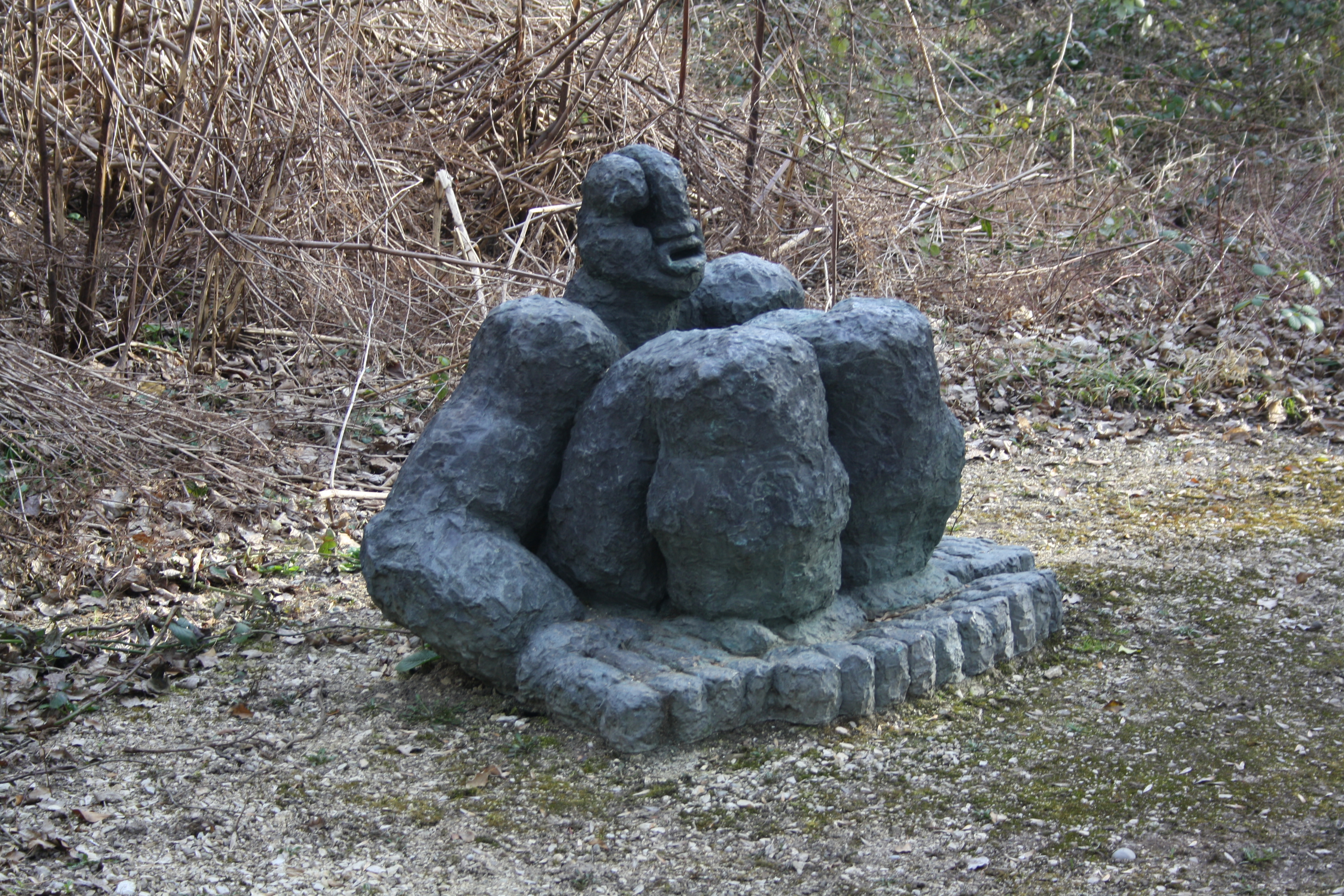
18 : Grosses Weib
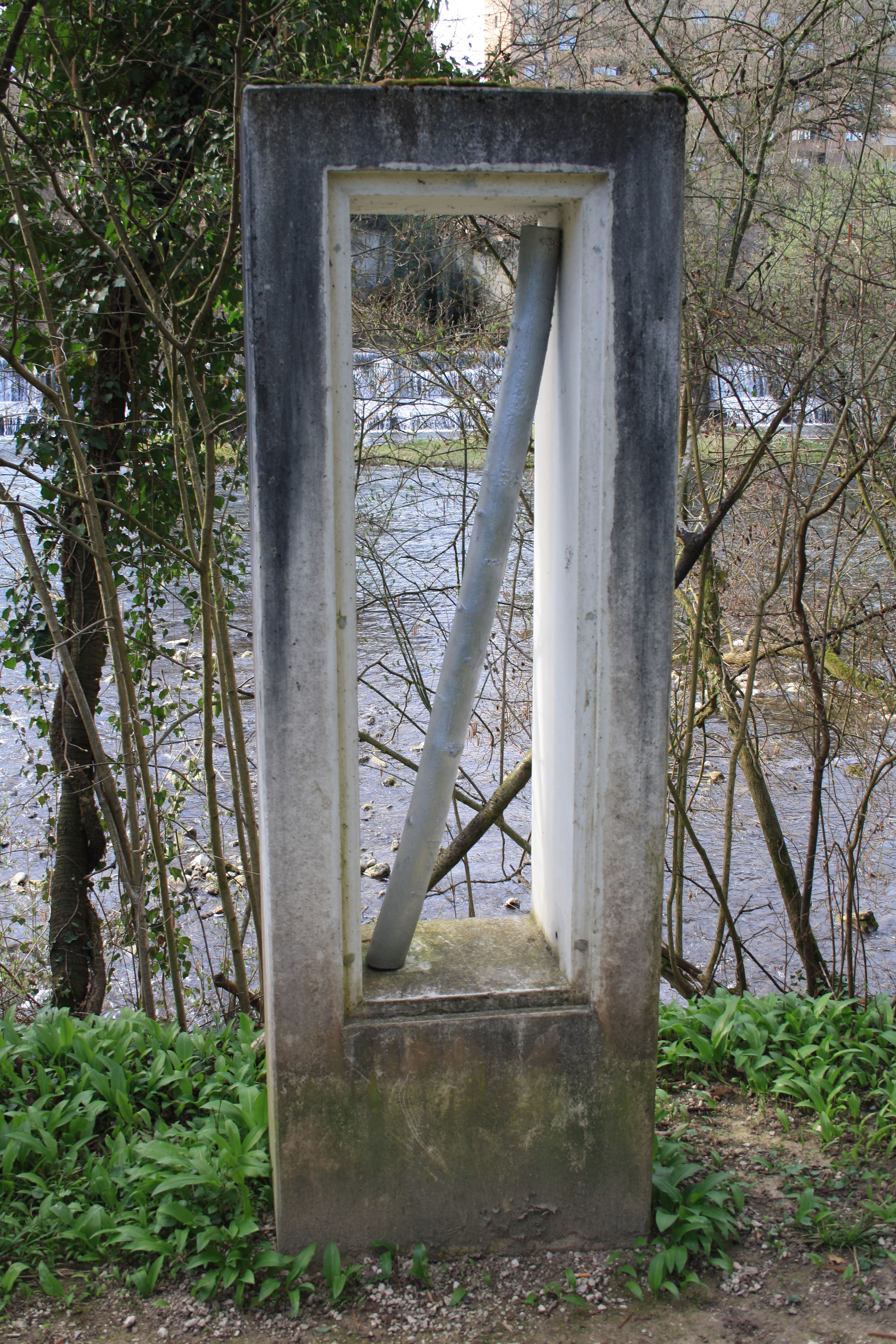
19 : Wachstumslinie
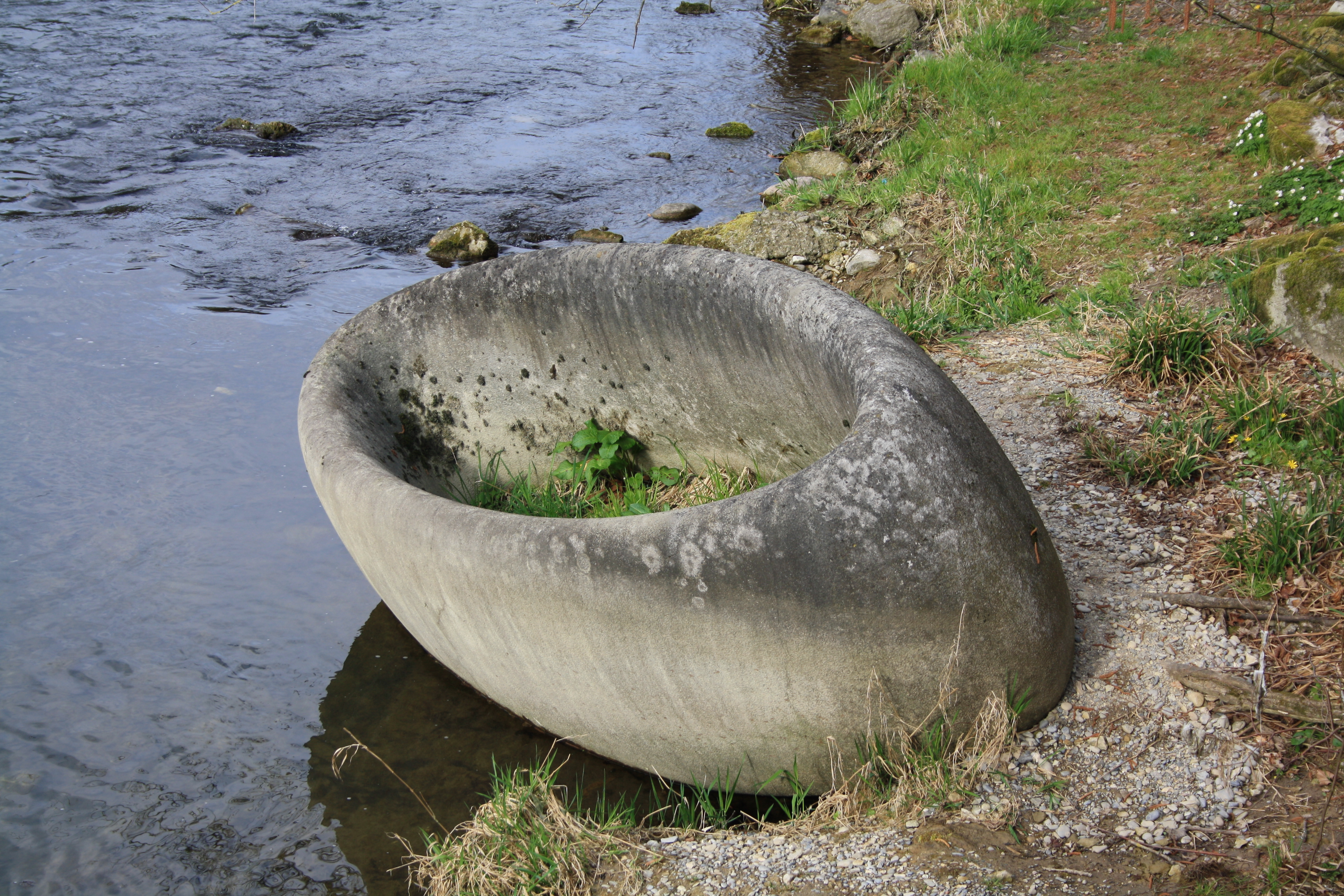
20 : Steinring
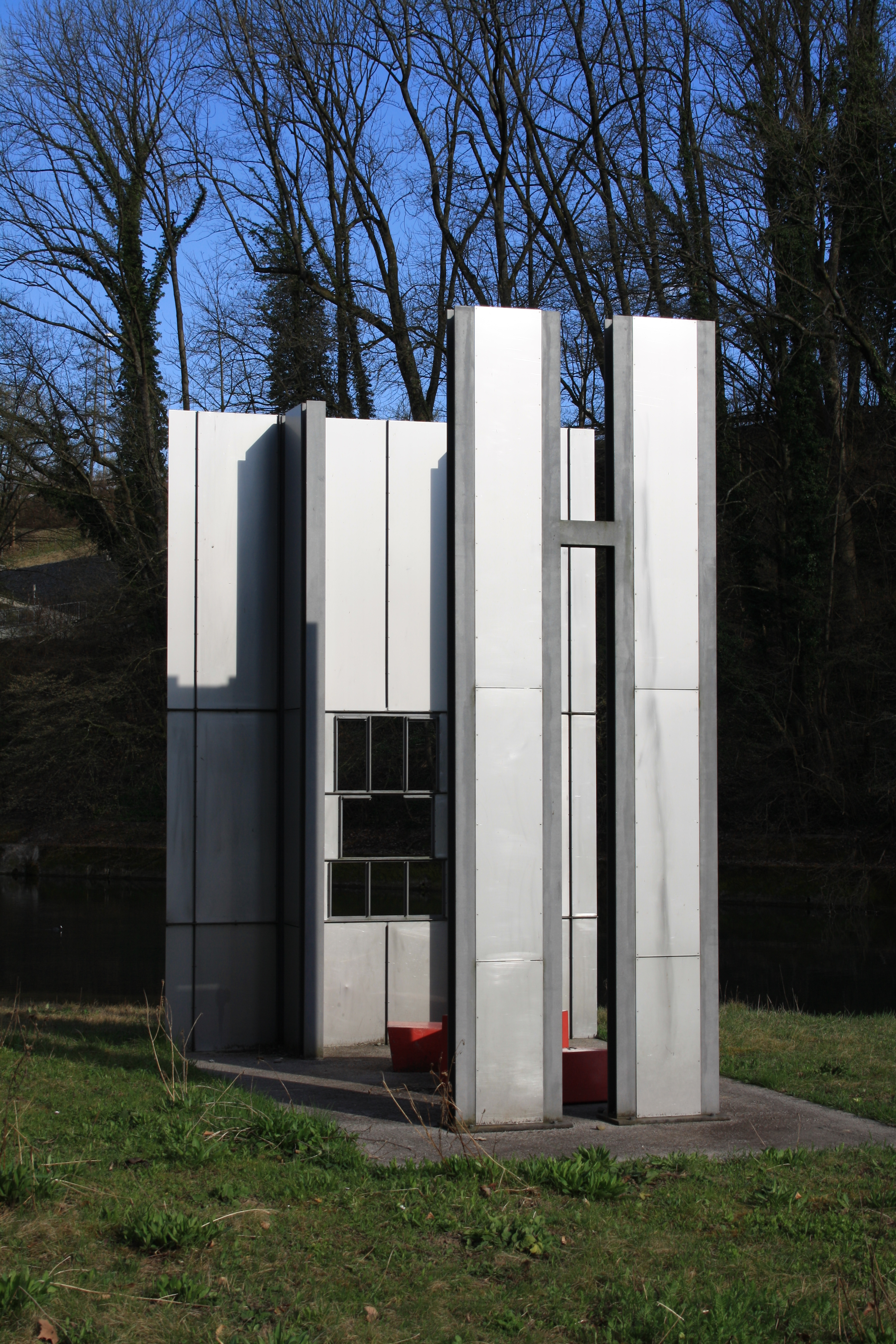
21 : Ohne Titel